# Gogo-dans
Gogo-dans udføres af dansere som er ansat til at underholde på et diskotek. Gogo-dans opstod i de tidlige 1960'ere, da kvinder i Peppermint Lounge i New York begyndte at danse twist på bordene.
Mange forbinder i dag gogo-dans med de såkaldte go-go barer i Sydøstasien, især Thailand, hvor dansen flere steder er en integreret del af nattelivet siden 1980'erne, men gogo-dans findes også mange andre steder, især i USA. På barer er det en form for erotisk pole dance, og danse-stangen omtales ofte folkeligt som en stripper-stang. Pole dance, eller gogo-dans, er imidlertid de senere år også blevet en populær akrobatisk fitness sport, oftest udført til rytmisk musik.